# Die Elenden (1958)
Die Elenden (bundesdeutscher Vertriebstitel: Die Miserablen) ist eine französisch-italienische Koproduktion mit der deutschen DEFA. In der 1957 in Frankreich und der DDR gedrehten, monumentalen Literaturverfilmung unter der Regie von Jean-Paul Le Chanois spielten Jean Gabin die gequälte Kreatur Jean Valjean und Bernard Blier seinen erbarmungslosen Widersacher und Verfolger, Inspektor Javert. Der Film basiert auf dem gleichnamigen Roman von Victor Hugo.

## Handlung

### Erster Teil
Frankreich zu Beginn des 19. Jahrhunderts. Nach der Verbüßung von 19 Jahren Haft wegen eines Brotes, das er in einem Anfall von überbordendem Hunger gestohlen hatte, wird Jean Valjean, der in dieser Zeit immer wieder zu fliehen versucht hatte, aus dem Zuchthaus von Toulon entlassen. Die Bürgerrechte hat er auf Lebenszeit verloren, er ist ein Geächteter. Ohne Hoffnung auf eine Zukunft, nimmt sich der Bischof Monseigneur Myriel seiner an. Doch Valjean dankt es ihm schlecht, indem er den Gottesmann bestiehlt. Dieser aber lässt Güte walten und Gnade vor Recht ergehen und beschämt Valjean, indem er diesen nicht der Polizei ausliefert. Dies Damaskus-Erlebnis führt zu einer einschneidenden Veränderung im Wesen Valjeans. Er beschließt, von neuem zu beginnen und fängt damit an, indem er erst einmal seinen befleckten Namen ablegt und sich fortan Monsieur Madeleine nennt. Valjean/Madeleine lässt sich in dem Städtchen Montreuil nieder und wird dort im Laufe der Zeit ein angesehener Bürger. Doch sein langjähriger Verfolger, der Polizeiinspektor Javert, der nicht daran glaubt, dass sich schlechte Menschen jemals ändern können, verfolgt ihn mit unbarmherziger Härte und Gnadenlosigkeit und deckt eines Tages die wahre Identität des „Monsieur Madeleine“ auf. Dieser ist dank seines Einsatzes für seine Gemeinde mittlerweile zu dessen Bürgermeister aufgestiegen.
Es kommt in Montreuil zu einem Gelddiebstahl, und Javert, der in die Kleinstadt versetzt worden ist, nimmt sofort an, dass es sich bei dem Täter um Jean Valjean handeln müsse. Wieder beginnt er, Valjean mit großer Hartnäckigkeit zu verfolgen, um ihm den Diebstahl nachweisen zu können. Denn in Javerts Augen heißt es: einmal Verbrecher, immer Verbrecher. Valjean rettet kurz darauf dem Kutscher Fauchelevent das Leben, indem er einen auf ihn gefallenen Kutschwagen allein anhebt. Jetzt weiß Javert genau, dass es sich bei dem Kraftprotz Monsieur Madeleine um Valjean handeln muss. Dieser glaubt in Montreuil nunmehr keine Zukunft mehr zu haben. Valjean kümmert sich nebenbei um die einfache Arbeiterin Fantine, die mit der kleinen Cosette ein uneheliches Kind zur Welt gebracht hat. Cosette ist in einer Pension der raffgierigen und hartherzigen Thénardiers untergebracht. Als Fantine an Tuberkulose stirbt, verspricht Valjean, fortan für Cosette zu sorgen. Da er für sich und das Mädchen in Montreuil keine Zukunft mehr sieht, verlässt er den Ort und kehrt nach Paris zurück. Und wieder nimmt Valjean eine neue Identität an, und wieder ist Javert, der nach Paris zurückversetzt wird, dem Ex-Sträfling auf den Fersen. Valjean hat sich in der Zwischenzeit nach dem geretteten Kutscher in Monsieur Fauchelevent umbenannt. Im Lauf der Zeit wächst Cosette zu einer schönen, jungen Frau heran.

### Zweiter Teil
Bei den Unruhen in Frankreich der Jahre 1830 und 1832 erheben sich republikanische Bürger und progressive Studenten gegen die Bourbonen-Herrschaft und das politische Establishment. In diesen aufwühlenden Zeiten lernt Cosette Marius Pontmercy kennen, der aufgrund seiner revolutionären Ansichten von seinem ebenso reichen wie konservativen Großvater verstoßen wurde. Beide jungen Leute verlieben sich ineinander. Bald spitzen sich die Dinge zu. Es kommt zu einer Wiederbegegnung mit den Thénardiers, die einen massiven sozialen Abstieg erlebt haben aber noch immer ihre Boshaftigkeit und Schlechtigkeit besitzen. Éponine Thénardier, deren Tochter, muss betteln gehen. Als sein Schwiegervater in spe droht, von den Thénardiers ausgeraubt zu werden, greift Marius ein und zeigt Thénardier bei Javert an. Auch Javert selbst gerät in Gefahr als Vertreter der Staatsmacht in den Mühlen der Revolution zermahlen zu werden. Es ist ausgerechnet Valjean, der seiner ewigen Nemesis, die sich als Staatspitzel bei den Barrikadenkämpfen betätigt, das Leben rettet. Éponine kommt bei den Unruhen ums Leben und Valjean erfährt nun erstmals, dass sich zwischen seinem Mündel und Marius ernsthafte Gefühle entwickelt haben.
Der wieder auf freiem Fuß befindliche Javert, von Valjeans tiefem Humanismus zutiefst irritiert und verunsichert, lässt ihn bei der nächsten Wiederbegegnung vorübergehend ziehen. Valjean schleppt den bei den Kämpfen schwer verletzten Marius auf seinen Schultern durch die Stadt und schließlich in die Kanalisation von Paris, um ihn vor seinen Häschern zu schützen. Von dem Wahnwitz seines jahrzehntelangen, erbarmungslosen Hasses auf Valjean selbst angewidert, verübt Javert in einem Moment tiefgehender Erkenntnis Selbstmord. Einige Zeit später heiraten Marius und Cosette. Valjean gesteht seinem Schwiegersohn, dass er einst ein Zuchthaussträfling war und formal noch immer gesucht werde. Erst Jahre später erfährt Marius von dem schäbigen Thénardier, der ihn mit Valjeans Vergangenheit zu erpressen versucht, dass dieser ihm während der Barrikadenkämpfe das Leben gerettet hatte. Er und Cosette begeben sich zu Valjeans Haus, um eine finale Aussprache zu suchen. Der alte Mann stirbt.

## Produktionsnotizen
Die Elenden, in der Bundesrepublik Deutschland unter dem eigenwillig übersetzten Titel Die Miserablen vertrieben, wurde vom 1. April bis zum 25. Oktober 1957 gedreht. Das im Original über dreieinhalbstündige, zweiteilige Drama wurde am 12. März 1958 in Paris uraufgeführt. Am 16. Januar 1959 lief der erste Teil auch in der DDR an, der zweite Teil folgte eine Woche später. In der Bundesrepublik wurden Die Elenden (als Die Miserablen) am 29. Januar 1960 mit einer eigenen Synchronisation in einer stark gekürzten, einteiligen Fassung in die Kinos gebracht.
Die Bauten entwarf Serge Piménoff, die DEFA-Kulissen Karl Schneider. Die Kostüme stammen aus der Hand von Marcel Escoffier. Für die in der DDR entstandenen Massenszenen wurden Soldaten der NVA rekrutiert. Gedreht wurden die DDR-Sequenzen acht Wochen lang auf dem Außengelände von Babelsberg sowie in deren Ateliers.
Dieser Film ist einer von vier Koproduktionen der Filmindustrien Frankreichs und der DDR in der kurzlebigen Phase politischen Tauwetters jenseits des Eisernen Vorhangs, infolge des Beginns der Entstalinisierung in der Sowjetunion auf dem XX. Parteitag der KPdSU im Februar 1956. In den folgenden drei Jahren suchte die DEFA unter den westlichen Demokratien bevorzugt Frankreich als strategischen Filmpartner aus: beide Staaten stellten in dieser Zeit (1956–1959) die Filme Die Abenteuer des Till Ulenspiegel (1956), Die Hexen von Salem (1956), Trübe Wasser (1959) und eben Die Elenden, beider ehrgeizigstes Projekt, her. Mit Beginn der 1960er Jahre kam aber diese Kooperation wieder vollständig zum Erliegen. Der Grund: die DDR fand sich in den Resultaten dieser Zusammenarbeit ideologisch zu wenig vertreten und kritisierte Zugeständnisse an bürgerliche Geschmacksdefinitionen.

## Synchronisation

### DDR-Synchronisation (1958)
Nachfolgend die deutschen Stimmen der von Johannes Knittel hergestellten DEFA-Synchronisation:
| Rolle              | Darsteller         | Synchronsprecher      |
| ------------------ | ------------------ | --------------------- |
| Jean Valjean       | Jean Gabin         | Johannes Arpe         |
| Inspektor Javert   | Bernard Blier      | Werner Peters         |
| Fantine            | Danièle Delorme    | Evamaria Bath         |
| Thénardier         | Bourvil            | Willi Narloch         |
| Enjolras           | Serge Reggiani     | Hans-Peter Minetti    |
| Marius Pontmercy   | Giani Esposito     | Werner Röwekamp       |
| Oberst Pontmercy   | Jean Murat         | Adolf P. Hoffmann     |
| Cosette            | Béatrice Altariba  | Gisela Fritsch        |
| Monseigneur Myriel | Fernand Ledoux     | Hermann Dieckhoff     |
| Kardinal           | René Fleur         | Siegfried Schürenberg |
| Gillenormand       | Lucien Baroux      | Kurt Steingraf        |
| Éponine            | Silvia Monfort     | Gisela Reißmann       |
| Gavroche           | Jimmy Urbain       | Ulrich Gürtler        |
| Madame Magloire    | Julienne Paroli    | Margarete Wellhoener  |
| Schwester Simplice | Madeleine Barbulée | Marga Legal           |

Als Sprecher fungierte Otto Mellies.

### Bundesdeutsche Synchronisation (1959)
Der Film wurde in der Bundesrepublik nur in einer zensierten, gekürzten Fassung gezeigt. Nachfolgend die deutschen Stimmen der von Hans F. Wilhelm in Remagen hergestellten Synchronisation:
| Rolle                 | Darsteller     | Synchronsprecher    |
| --------------------- | -------------- | ------------------- |
| Jean Valjean          | Jean Gabin     | Klaus W. Krause     |
| Inspektor Javert      | Bernard Blier  | Wolfgang Eichberger |
| Thénardier            | Bourvil        | Arnold Marquis      |
| Marius Pontmercy      | Giani Esposito | Rainer Brandt       |
| Oberst Pontmercy      | Jean Murat     | Alwin Joachim Meyer |
| Monseigneur Myriel    | Fernand Ledoux | Werner Lieven       |
| Kardinal              | René Fleur     | Helmuth Grube       |
| Éponine               | Silvia Monfort | Gisela Reißmann     |
| Prouvaire             | Pierre Tabard  | Manfred Andrae      |
| Präfekt von Montreuil | Jean Ozenne    | Alf Marholm         |

Als Sprecher fungierte Paul Klinger.

## Kritiken
„Die Drehbuchautoren René Barjavel und Jean-Paul Le Chanois (gleichzeitig Regisseur) vermochten nicht eine filmische Version der Elenden gemäß unserer Zeit und ihren fortgeschrittenen Anschauungen zu schaffen. (…) Sie deuteten Hugo nicht so, wie es unsere heutige Erkenntnisse und Untersuchungen ermöglichen und fordern. Sie bleiben hinter ihrer Vorlage zurück.“

„Victor Hugos einstmaliger Bestseller böte Stoff für etliche Filme. Regisseur Jean-Paul Le Chanois hat das vehement moralische Melodrama jedoch in einen einzigen gequetscht, der dabei allerdings zu doppelter Normallänge anschwoll. Im Geschmack der Gemälde jener Zeit – die Handlung spielt zu Beginn des 19. Jahrhunderts – wechselt er dräuend-romantische ‚Wirtshaus im Spessart‘-Szenerien mit Bildfolgen, in denen Heere von Statisten auf das Feld der Ehre ziehen oder auf Barrikaden klettern. In der Rolle des Galeerensträflings, der unter falschem Namen durch eigene Gutherzigkeit zum Bürgermeister aufsteigt und als verfolgter, aber unverdrossen gütiger Greis seine Tage beschließt, personifiziert Jean Gabin die monumentale Moralität, die Hugo angemessen ist.“

„Jean-Paul Le Chanois entwirft ein Menschenbild vor dem Hintergrund der Zeit. Atmosphärische Landschaften und getreu nachgebildete Stadtbilder  summieren sich zu einem Bilderbuch, das den Kinogänger in seiner Masse gut drei Stunden unterhält.“

„In der vorliegenden fragmentarischen Fassung ist der revolutionäre Elan, mit Ausnahme einer langen, von roten Fahnen eingerahmten Barrikaden-Sequenz, fast eliminiert; die private, mit reichlich Sentiments aufgeladene Story breitet sich auf der superbreiten Technorama-Leinwand in satten Farben gemächlich aus. Trotz epischer Ausführlichkeit gelangen ein paar intensive Bilder.“

„Gabin besticht in einem der teuersten französischen Kinofilme der 50er. Fazit: Großartiges Zeitgemälde mit glänzenden Akteuren“

„Ein in zwei Teilen groß angelegtes melodramatisches Zeitgemälde, menschlich anrührend durch die Darstellung von Jean Gabin.“

„Seinen künstlerischen Höhepunkt erreichte der Regisseur 1957 mit seiner Fassung von Victor Hugos ‚Les Misérables‘, mit der er zum letzten Mal eine (diesmal monumental geratene) Anklage gegen Unmenschlichkeit formulierte.“